# 邵錦
邵 錦（しょう きん）は、中華人民共和国出身の気功師。
医学博士を名乗っていたが、パシフィックウェスタン大学（ディプロマミル）から取得していたのは健康科学の Ph.D. で、しかも取得時に提出した経歴に事実とは異なる部分があったため、返還を要求されていたと報じられている。